# سیارک ۲۶۱۲۷
سیارک ۲۶۱۲۷ (به انگلیسی: 26127 Otakasakajyo، نامگذاری:1993BL2) بیست و شش هزار و صد و بیست و هفتمین سیارک کشف شده‌است که در ۱۹ ژانویه ۱۹۹۳ کشف شد.
قدر مطلق سیارک برابر ۱۷.۸ است.